# The Hunting Party (film, 2007)
The Hunting Party, (även känd som Spring Break in Bosnia) är en amerikansk långfilm från 2007 i stilen svart humor. Filmen är baserad på en artikel av Scott Anderson och är regisserad och skriven av Richard Shepard för de amerikanska filmbolagen The Weinstein Company och Inter Media med Richard Gere, Terrence Howard, Jesse Eisenberg, James Brolin, Ljubomir Kerekeš, Kristina Krepela och Diane Kruger.

## Handling
Under Bosnienkriget 1992 beger sig journalisten Simon Hunt och hans kameraman och vän Duck dit för att försöka få en story. Men allt går inte som det ska och Hunt förlorar sin fattning under en direktsändning. Detta leder till att hans karriär är slut, samtidigt som Duck blir befordrad och får ett jobb på en kanal hos nyhetsankaret Franklin Harris. Det har gått flera år och Duck och Harris bestämmer sig för att ta flyget till Bosnien, där de ska rapportera från ett fredsavtal. Väl i Bosnien råkar Duck stöta på Simon och den nyexaminerade och unga journalisten Benjamin. Simon berättar för Duck att det finns en krigsförbrytare vid namn Radoslav Bogdanovic som gömmer sig i Celebici i Republika Srpska nära gränsen vid Montenegro.